# Saint-Hilaire-de-Villefranche
Saint-Hilaire-de-Villefranche, je naselje in občina v zahodnem francoskem departmaju Charente-Maritime regije Poitou-Charentes. Leta 2006 je naselje imelo 1.120 prebivalcev.

## Geografija
Kraj leži v pokrajini Saintonge ob reki Bramerit, 16 km severovzhodno od njenega središča Saintes.

## Uprava
Saint-Hilaire-de-Villefranche je sedež istoimenskega kantona, v katerega so poleg njegove vključene še občine Aujac, Aumagne, Authon-Ébéon, Bercloux, Brizambourg, La Frédière, Juicq, Nantillé in Sainte-Même s 4.482 prebivalci.
Kanton Saint-Hilaire-de-Villefranche je sestavni del okrožja Saint-Jean-d'Angély.